# Матачи
Матачи́ (исп. Matachí) — посёлок в Мексике, штат Чиуауа, входит в состав одноимённого муниципалитета и является его административным центром. Численность населения, по данным переписи 2010 года, составила 1710 человек.

## Общие сведения
Название Matachí с астекского языка можно перевести как «ручной метате».
Поселение было основано в 1667 году иезуитами Томасом Гвадалахарой и Хосе Тардой.